# Adan Jodorowsky
Pour les articles homonymes, voir Jodorowsky.
 (novembre 2016).
Adan Jodorowsky, également connu sous le pseudonyme d'Adanowsky, est un acteur, auteur, chanteur et musicien chilien, mexicain et français né à Neuilly-sur-Seine le 29 octobre 1979.

## Biographie

### Débuts
Adan Jodorowsky, né à Neuilly-sur-Seine le 29 octobre 1979, est le fils de l’auteur-réalisateur chilien Alejandro Jodorowsky et de l'actrice mexicaine Valerie Trumblay. 
En 1988, il débute au cinéma en jouant le rôle de Fenix dans le film Santa Sangre, réalisé par son père. Il remporte alors un Saturn Award du meilleur jeune acteur à Los Angeles en 1990. Très vite il apprend la musique, notamment le piano, la basse, la guitare et la batterie. À 12 ans ses parents lui offrent une caméra Hi-8 qui devient son nouveau jouet, il passe ses journées à réaliser des courts métrages car il veut devenir réalisateur. La légende raconte aussi que ses premiers accords de guitare lui ont été appris par le Beatles George Harrison, alors ami de ses parents. Puis ses premiers pas de danse par le God Father Of Soul James Brown lors d'une interview faite par un ami de son frère qui l'avait emmené avec lui. 
En 1995, son frère Teo meurt d'un arrêt cardiaque à la suite d'un excès de drogue. Cette même année, Adan prend sa scolarité peu au sérieux, il décide d'arrêter les cours et rencontre le chanteur Nikola Acin (mort lui aussi d'un arrêt cardiaque en 2008) qui lui propose d'être le bassiste de son groupe : The Hellboys. Adan Jodorowsky, habillé en tenue léopard, enchaîne soudain les concerts et le groupe fait les premières parties de Joe Strummer (The Clash), Rancid, Rocket from the Crypt, Brian Setzer. Ils deviennent aussi le groupe officiel de l'émission de Philippe Manœuvre Rock Press Club. The Hellboys sortent plusieurs EP, dont un aux États-Unis produit par Tim Armstrong. En 2002, ils sortent un premier album au Japon, intitulé Mutant Love. Cette même année, Adan Jodorowsky apprend le tango et se met en couple pendant deux ans avec l'actrice Élodie Navarre qui lui présente Robert Salis, réalisateur de Grande École. C'est alors son retour au cinéma. Il jouera dans Les Araignées de la nuit de Jean-Pierre Mocky, Rien, voilà l'ordre de Jacques Baratier, Two Days in Paris de Julie Delpy… 
Entre-temps, il réalise son premier court métrage, Echek, en 35 mm.
Tout en jouant dans des films, il continue sa carrière de musicien au sein de The Hellboys, mais il a envie de chanter et compose des chansons. Il rencontre alors le guitariste et producteur Yarol Poupaud avec lequel il travaille pendant quelques années sur ses maquettes. Il a beaucoup de mal à trouver une maison de disques car son univers ne convainc pas les labels en France. Déçu, Adan Jodorowsky fait un voyage au Mexique où il rencontre un sorcier guérisseur. Après de nombreux jours avec lui, il décide de condenser son patronyme en Adanowsky. Comme par magie, tout se met en route. Il fait beaucoup de concerts, les gens parlent de lui, il est dans les magazines. 
Un jour il reçoit l'appel du chanteur Christophe, qui, l'ayant vu dans un article de Elle, veut l'inviter à un de ses concerts. Il se lient d'amitié car ils ont des passions communes, Elvis et les juke-box. En 2005, le chanteur de Aline lui présente son producteur Francis Dreyfus qui, sur un coup de tête, le signe un mois plus tard. Dreyfus mise tout sur Adanowsky, il ouvre à nouveau pour lui son label Motors et l'envoie dans une maison de campagne pour qu'il enregistre son premier album Étoile éternelle.

### Gloire inattendue
En 2005, Adan Jodorowsky enregistre les basses et compose une chanson sur l’album homonyme de la chanteuse Adrienne Pauly. Encore la même année, son groupe The Hellboys signe chez Bonus Tracks Records et sort son premier disque en France. C'est une période très chargée pour lui. Tiraillé entre tous ces projets, il décide de se consacrer uniquement à son album. Son disque sort enfin le 30 novembre 2005. Jodorowsky a 26 ans et son album connaît un petit succès médiatique mais ne passe malheureusement pas à la radio. Grande déception, il fait très peu de concerts et n'est connu que dans un microcosme Parisien[réf. nécessaire]. Un jour il rencontre un tourneur chilien, Philippe Boissier, qui lui propose de faire des concerts au Chili. Adan accepte mais il a besoin d'un groupe. Son ami d'enfance Nicolas Ullmann lui parle d'un jeune groupe qui s'appelle Gush. Il s'entendent tout de suite très bien et ils deviennent son backing band. Ressentant une grande frustration en France, il part au Chili sans savoir ce qui l'attend mais, en arrivant là bas, il apprend que tous ses concerts sont complets. Sa chanson Estoy mal, la seule qui était en espagnol, est un succès inattendu.
À peine rentré en France, plein d'espoir, il supplie Dreyfus de lui donner une dernière chance. Il veut traduire son disque en espagnol et tenter une carrière en Amérique du Sud. Son producteur accepte. En 2008, Adan signe des contrats en Argentine, au Mexique, Chili, Pérou, Espagne et part faire une grande tournée.Les salles sont pleines, il fait la « une » de beaucoup de journaux, on le reconnaît dans la rue, il connaît pour la première fois le succès.
La machine est lancée, Adan Jodorowsky s'installe à Los Angeles, se laisse pousser la barbe, vit en colocation avec la chanteuse et actrice Soko. Il vit le rêve américain dans sa Cadillac Delux. En 2010 il signe son deuxième album Amador aux États-Unis, produit par lui-même et Rob, claviériste du groupe Phoenix. Il fait également un duo avec son ami Devendra Banhart et l'album est mixé par Noah Georgeson (en) (The Strokes). Il gagne avec ce disque le prix UFI du « Meilleur artiste international de l'année » puis El Aguila de Oro du « Meilleur artiste live ». Il part alors habiter au Mexique où il connaît un succès encore plus grand[réf. nécessaire]. Il développe un concept, dans chaque album, il crée un personnage différent qu’il tue sur scène à la fin de chaque tournées. Après plusieurs années sur la route, il rencontre León Larregui (es), chanteur d'un groupe en vogue en Amérique latine. Il demande à Adan Jodorowsky de réaliser son album. Ce dernier accepte et commence une carrière de producteur-réalisateur. Le disque de Larregui devient tout de suite disque de platine.
En 2012, après 22 ans, son père fait son grand retour au cinéma et lui demande de composer la bande originale de son film La Danza de la Realidad. Adan y joue aussi le rôle d’un anarchiste révolutionnaire portant son prénom. Cette même année, Adan Jodorowsky concrétise son rêve d'enfance en écrivant et réalisant son premier film, The Voice Thief, avec Asia Argento et son frère Cristobal comme acteurs principaux. En 2014, il sort son nouvel album, produit à nouveau par lui-même et les frères Polycarpe (Gush).
En 2016, il joue le rôle principal dans le film d'Alejandro Jodorowsky, Poesía Sin Fin, qui raconte l'histoire de sa jeunesse. Adan y joue le rôle de son père quand il était jeune.

### Parenté
Il est le plus jeune fils de l'artiste chilien Alejandro Jodorowsky, le frère du comédien Brontis Jodorowsky et l'oncle d'Alma Jodorowsky.

## Filmographie
- 1989 : Santa Sangre d'Alejandro Jodorowsky (Fenix enfant)
- 1997 : Les héros sont debout de Rodolphe Pauly
- 2000 : Echek d'Adan Jodorowsky
- 2002 : Les Araignées de la nuit de Jean-Pierre Mocky
- 2003 : Rien, voilà l'ordre de Jacques Baratier
- 2004 : Grande École de Robert Salis
- 2006 : El Idolo d'Adan Jodorowsky
- 2007 : Two Days in Paris de Julie Delpy
- 2011 : Un Sol Con Corazón d'Adan Jodorowsky
- 2013 : La danza de la realidad d'Alejandro Jodorowsky (l'anarchiste)
- 2013 : The Voice Thief d'Adan Jodorowsky
- 2013 : Dancing to the Radio d'Adan Jodorowsky
- 2013 : Criminal Réalisateur pour video clip de Sacha Neugarten
- 2013 : Les Huîtres Réalisateur pour vidéo clip de Mai Lan
- 2015 : Would You Be Mine d'Adan Jodorowsky
- 2016 : Poesía sin fin d'Alejandro Jodorowsky (Alejandro Jodorowsky adulte)

## Théâtre
- 1998 : Peines d'amour perdues de Shakespeare, mise en scène Simon Abkarian
- 2001 : Opéra Panique d'Alejandro Jodorowsky

## Récompenses
- 1990 : Saturn Award Los Angeles. Meilleur acteur pour Santa Sangre
- 1999 : Tout court festival Meilleur réalisateur pour Echek
- 2010 : UFI España Meilleur artiste international pour Amador
- 2011 : Águila de oro Meilleur artiste live
- 2013 : Disque de platine Réalisateur pour l'album de León Larregui
- 2013 : Grand Prix Canal+ et prix du public à l'Étrange Festival Meilleur film pour The Voice Thief
- 2013 : Prix du public. Festival Morbido Meilleur film pour The Voice Thief
- 2014 : Grand prix du court métrage du Fantastic'Arts de Gérardmer pour The Voice Thief
- 2014 : Best Movie. Nashville Film Festival Meilleur film pour The Voice Thief
- 2014 : Best Movie. Fantastic Film Festival in Toronto Meilleur film pour The Voice Thief
- 2016 : Disque d'or et de platine Réalisateur pour l'album de León Larregui "Voluma"

## Publications
- 2004 : Sous le nom d'Adanowsky, Poudre d'ange, Bookleg, Maelström, Bruxelles, 2004
- 2002 : Corazón Blanco, publié chez City Lights Italia
- 2001 : La Sagrada Familia, publié chez City Lights Italia

## Discographie
- 1999 : The Hellboys, 45 tours Everything you learn
- 2006 : Adrienne Pauly (En tant que bassiste), Adrienne Pauly
- 2006 : The Hellboys, Album Mutant love
- 2006 : Adanowsky, Étoile éternelle
- 2008 : Adanowsky, Album El Idolo
- 2010 : Adanowsky, Album Amador
- 2012 : León Larregui, Solsticio (en tant que producteur)
- 2014 : Adanowsky, Single Dancing To The Radio
- 2014 : Adanowsky, Album Ada
- 2015 : León Larregui, Voluma (en tant que producteur)
- 2016 : Adan & Xavi y los Imanes